# میلتون اریکسون
میلتون اریکسون (Milton H. Erickson) (زادهٔ ۵ دسامبر ۱۹۰۱ – درگذشتهٔ ۲۵ مارس ۱۹۸۰) روان‌درمانگر و روان‌شناس اهل ایالات متحده آمریکا با تخصص هیپنوتیزم و خانواده‌درمانی بود.
میلتون اریکسون وقتی هفده ساله بود دچار فلج اطفال شد. ده ماه بعد شنید که پزشکی به مادرش گفت: پسرتان شب را تا صبح دوام نمی‌اورد.
اریکسون در سال ۱۹۸۰ در هفتاد و هشت سالگی درگذشت و از خود چندین کتاب مهم درباره ظرفیت عظیم انسان برای غلبه بر محدودیت‌هایش بجا گذاشت.

## درمان
در یکی از روز ها که او بر روی صندلی اش نشسته بود و شاهد بازی کردن برادران و خواهرانش بود که اراده ای برای بلند شدن و بازی کردن در بدن او ایجاد شد، او با تمرکز بر روی پایش و به یاد آوردن احساسات پدرش قبل از فلج شدنش توانست حرکتی کوتاه در آن قسمت از بدنش ایجاد کند. بعد ها او روش درمانش را حافظه بدن خواند. این واقعه شروع روند درمان اون شد. بعد ها توانست حرکت عضله ها را  هنگام ماساژ پرستارش حس کند. دز ادامه او توانست از رو ویلچر بلند شود و حتی چند قدمی بردارد، طی این اتفاقات او توانست سلامت خودش را دوباره بدست آورد.